# Campeonato Paulista de Futebol de 1970 - Segunda Divisão
O Campeonato Paulista de Futebol de 1970 da Segunda Divisão (atual Série A3) foi a 17.ª edição deste campeonato, equivaleu ao terceiro nível do futebol do estado.
O Esporte Clube Rio Branco de Ibitinga foi o campeão em uma final contra o Sertãozinho no antigo estádio da Fonte Luminosa, em Araraquara, pertencente a Ferroviária, quando venceu o adversário por 2 a 0. 
Os gols foram de Nascimento, aos 40 minutos do 1º tempo, e Tuta aos 24 minutos do 2º tempo.

## Participantes
- Alumínio (Alumínio)
- Cafelandense (Cafelândia)
- DERAC (Itapetininga)
- Epitaciana (Presidente Epitácio)
- Estrela (Piquete)
- Graçuano (Mogi Guaçu)
- Guarani (Adamantina)
- Lemense (Leme)
- Mogi Mirim (Mogi Mirim)
- Municipal (Paraguaçu Paulista)
- Nevense (Neves Paulista)
- Olímpia (Olímpia)
- Pirassununguense (Pirassununga)
- Real Ituano (Itu)
- Rio Branco (Ibitinga)
- Rio Claro (Rio Claro)
- Santa Fé (Santa Fé do Sul)
- Santa Ritense (Santa Rita do Passa Quatro)
- Sertãozinho (Sertãozinho)

## A campanha do campeão
- 12/07/1970 - Rio Branco 4×1 Olímpia
- 19/07/1970 - Municipal 2×2 Rio Branco
- 26/07/1970 - Rio Branco 0x1 Nevense
- 02/08/1970 - Guarani 4x3 Rio Branco
- 09/08/1970 - Rio Branco 2×0 Santa Fé
- 23/08/1970 - Epitaciana 2×2 Rio Branco
- 30/08/1970 - Rio Branco 3×0 Cafelandense
- 06/09/1970 - Sertãozinho 0x0 Rio Branco
- 13/09/1970 - Olímpia 2x4 Rio Branco
- 20/09/1970 - Rio Branco 3×0 Municipal
- 27/09/1970 - Nevense 1x0 Rio Branco
- 04/10/1970 - Rio Branco 6×0 Guarani
- 11/10/1970 - Santa Fé 0×1 Rio Branco
- 25/10/1970 - Rio Branco 3×0 Epitaciana
- 01/11/1970 - Cafelandense 2x0 Rio Branco
- 22/11/1970 - Rio Branco 2×1 Sertãozinho
- 24/01/1971 - Rio Branco 2×1 Santarritense
- 31/01/1971 - Rio Branco 2×0 Sertãozinho

## Premiação
| Campeonato Paulista da Segunda Divisão de 1970 |
| ---------------------------------------------- |
| Rio Branco Campeão (1º título)                 |